# Jeff Hovenier
Jeff Hovenier, właśc. Jeffrey M. Hovenier – amerykański dyplomata, chargé d’affaires ad interim Stanów Zjednoczonych w Turcji (2018–2019), ambasador w Kosowie (2022–2024).

## Życiorys
Ukończył studia licencjackie na Uniwersytecie Brighama Younga oraz magisterskie na Uniwersytecie Georgetown. Od sierpnia 2018 do lipca 2019 pełnił funkcję chargé d’affaires ad interim ambasady Stanów Zjednoczonych w Turcji. 10 stycznia 2022 roku objął funkcję ambasadora Stanów Zjednoczonych w Kosowie, misję tę zakończył 30 grudnia 2024 roku.
Deklaruje znajomość języków chorwackiego, greckiego, hiszpańskiego i niemieckiego.